# آندرز غوستاف إيكبرغ
آندرز غوستاف إيكبرغ (بالسويدية: Anders Gustaf Ekeberg)‏ (1767 - 1813 م) هو كيميائي سويدي.
اكتشف عنصر التنتالوم عام 1802 م.